# NF-mandat
NF-mandat var en särskild folkrättslig status för vissa territorier som underkastades Nationernas förbund efter första världskriget. Mandatområdena skulle regeras å Nationernas förbunds vägnar av utvalda länder, så kallade mandatärmakter, i syfte att skydda de infödda befolkningarna, vilka inte ansågs redo att erhålla politiskt självbestämmande. I praktiken styrdes dessa territorier enligt kolonialt mönster men skilde sig från regelrätta kolonier då mandatområdena inte formellt tillhörde mandatärmakterna och dessa åtog sig vissa förpliktelser som Nationernas förbund hade rätt att övervaka genom Permanenta mandatkommissionen. Detta gällde i synnerhet de infödda folkgruppernas skyddade minoritetsrättigheter. De specifika bestämmelserna för mandaten fastslogs på individuell basis för varje enskilt mandatområde.

## Bakgrund
Idén till NF-mandaten uppkom på fredskonferensen i Paris 1919 där det diskuterades vilka territoriella förluster de besegrade centralmakterna skulle påtvingas, i synnerhet vad som skulle bli av Tysklands kolonier och det kollapsade Osmanska riket. USA:s president Woodrow Wilson ville att det nybildade Nationernas förbund skulle styra dessa territorier, men det kunde inte accepteras från franskt och brittiskt håll där pressen var stor på att infoga erövrade områden i de egna kolonialimperierna. David Lloyd George hade svårt att motstå dominiernas anspråk på tyska kolonier som belöning för uppoffringar man gjort åt Storbritannien i kriget och Georges Clemenceau förkastade vad han uppfattade vara den amerikanske presidentens alltför idealistiska förslag till fredsavtal med Tyskland. Wilson fick till slut ge vika och de fjorton punkterna om bland annat folkens rätt till självbestämmande, som väckte folklig inspiration i många länder, omformulerades i många avseenden till att passa de europeiska segrarmakterna.
I artikel 22 av akten om Nationernas förbund beskrevs syftet med mandatsystemet som ett sätt att värna de folkgrupper som efter kriget stod utan suverän, och eftersom dessa folkgrupper ansågs vara outvecklade ställdes de lämpligast under en utvecklad nations beskydd och vägledning. Unikt för NF-mandaten var att mandatärmakterna tvingades gå med på att nominellt ta viss hänsyn till lokalbefolkningens önskemål och vilja. Ytterligare bestämmelser gällande andra länders handel med mandatområdena, förbud mot anläggandet av örlogsbaser och införandet av religionsfrihet skrevs också in i vissa mandatdokument. Sådana begränsningar stod i skarp kontrast till regelrätta kolonier, som styrdes helt efter kolonialmakternas godtycke utan någon som helst hänsyn till vare sig den infödda befolkningen eller andra länder. Efter andra världskriget ersattes Nationernas förbund med Förenta nationerna och de kvarvarande NF-mandaten, med undantag för Sydvästafrika, omvandlades till förvaltarskapsområden med en tydligare målsättning om avkolonisering och självständighet.

## Lista över NF-mandat
Mandaten delades in i tre grupper (klass A-, B- och C-mandat) beroende på den samhälleliga och kulturella standard som territoriernas befolkningar ansågs ha uppnått i förhållande till omvärlden samt territoriernas geografiska och geopolitiska förhållanden. Tre formella NF-mandat brukar undantas från listan nedan då de inte hade kolonial status utan var integrerade delar av Tyska kejsardömet i Europa och därför styrdes direkt av Nationernas förbund utan någon mandatärmakt som mellanhand. Dessa tre var Saarområdet, Memelland och Fria staden Danzig. Samtliga införlivades i Nazityskland under 1930-talet.

### Klass A

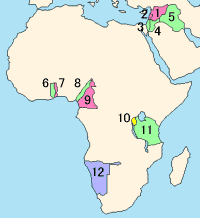
Mandatområden i Afrika och Mellanöstern.

Klass A-mandaten inkluderade av ententen ockuperade provinser i Osmanska riket som ansågs ha nått en sådan samhällsutveckling att de inom en snar framtid kunde erhålla självstyre och eventuellt självständighet. De inhemska befolkningarna ansågs vara redo att aktivt delta i vissa regeringsuppgifter och besitta politiska maktpositioner i mandatområdena. Ett planerat mandat över Mesopotamien trädde aldrig i kraft på grund av en folklig resning mot britterna år 1920; istället inrättades ett brittiskt protektorat kallat Kungariket Irak år 1922. Kungariket Irak blev i sin tur ett klass A-mandat under Storbritannien år 1924.
- Palestinamandatet
- Mesopotamienmandatet (trädde aldrig ikraft; ersattes av Kungariket Irak)
- Mandatet för Syrien och Libanon

### Klass B
Klass B-mandaten inkluderade de flesta av Tysklands kolonier i Afrika. Mandatområdenas inhemska befolkningar ansågs inte vara tillräckligt utvecklade för att i någon nämnvärd omfattning ha politiskt inflytande. Mandatärmakterna fick därför lov att ta över nästan allt myndighetsutövande under överskådlig framtid.

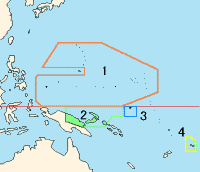
Mandatområden i Stilla havet.

- Tanganjikaterritoriet
- Brittiska Kamerun
- Brittiska Togoland
- Franska Kamerun
- Franska Togoland
- Ruanda-Urundi

### Klass C
Klass C-mandaten utgjordes av Tyska Sydvästafrika plus de tyska besittningarna i Oceanien. Dessa områden ansågs vara så glesbefolkade eller av så ringa storlek att de lämpligast borde förvaltas som om de vore integrerade delar av mandatärmakterna. Mandaträttigheter tilldelade de brittiska dominierna Australien, Nya Zeeland och Sydafrikanska unionen delades med Storbritannien.
- Territoriet Nya Guinea
- Nauru
- Västra Samoa
- Stillahavsmandatet
- Sydvästafrika